# Telefon

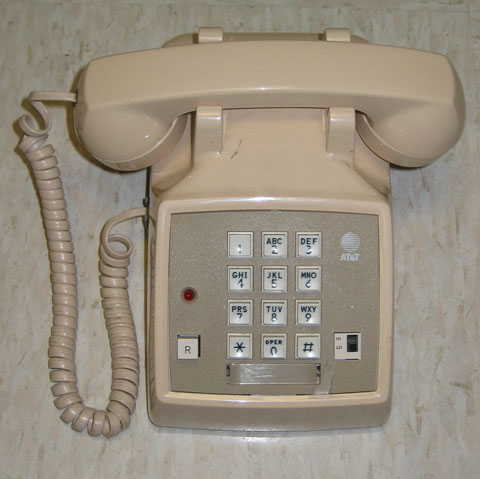
Un așa numit Touch Tone®, având o singură linie de acces, cu un indicator luminos pentru un alt apel.

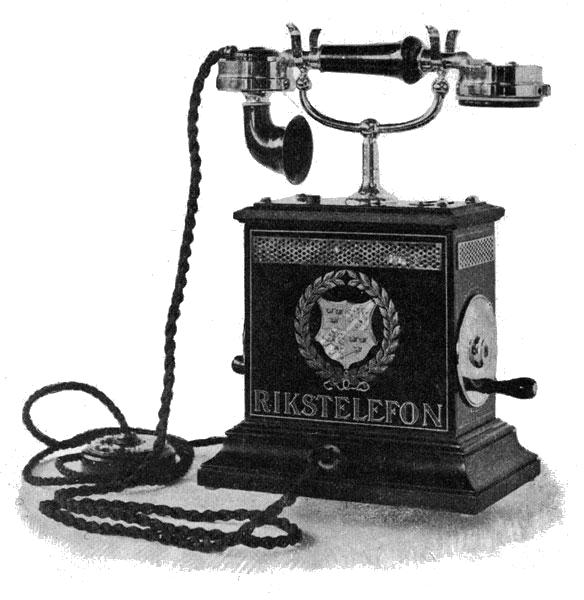
Telefon, 1896, Suedia.

Telefonul este un mijloc de comunicare care transmite și recepționează sunete la distanță. Cel mai adesea telefonul este folosit pentru a transmite vocea umană, dar poate fi folosit și la transmiterea altor tipuri de sunete. Cele mai multe telefoane operează prin transmiterea semnalelor electrice de-a lungul a diferite rețele telefonice complexe, fapt care permite aproape fiecărui utilizator al unui telefon să comunice cu aproape oricare alt utilizator al unui telefon conectat la rețeaua mobilă

## Telefonia în România
În 1881 a fost instalată prima linie telefonică în Transilvania. Doi ani mai târziu, în București, s-a instalat prima linie telefonică particulară între magazinul și Tipografia „Socec”.
Pe data de 27 iulie 1930 Guvernul a contractat, la International Telephone and Telegraph Corporation din New York, un împrumut de 8 milioane de dolari, cu 8% dobândă, concesionând societății americane serviciul de telefoane.
Această concesiune a durat până în 1941, când a fost răscumpărată de statul român.
Între 1949 și 1989, Ministerul Poștelor și Telecomunicațiilor a înglobat compania de telefoane naționalizată, transformată în Direcție PTT.
Pe data de 2 ianuarie 1990 se înființează ROM-POST-TELECOM, ca operator de stat în domeniul telecomunicațiilor, poștei și broadcasting. În anul 1991, Romtelecom, devine operator de stat în domeniul telecomunicațiilor, cu monopol în domeniul serviciilor de bază. Între anii 1998-2003, OTE, a achiziționat 54,01% din acțiunile Romtelecom de la Statul Român, pentru care a plătit 675 milioane USD.
Societatea a devenit parte a Deutsche Telekom, furnizând servicii fixe sub numele de Telekom Romania Communications.
Ca urmare a deciziei AGA (Adunarea Generală a Acționarilor) din 10 februarie 2022, Compania Telekom Romania Communications s-a redenumit Orange Romania Communications iar sediul social al companiei a fost stabilit în Calea Victoriei nr. 35, 010061, Sector 1, București, România.

## Nota
1. 1 2 3 4 5  Centrala?[nefuncțională]
, 6 februarie 2006, Mihai Stirbu, Jurnalul Național, accesat la 24 iunie 2012
2. ↑  Istoricul operațiunilor fixe până la momentul T

## Vezi și
- Telefon mobil